# Индийская ночная акула
Индийская ночная акула (лат. Carcharhinus macloti) является одним из видов рода серых акул, семейства Carcharhinidae. Обитает в индо-западной части Тихого океана между 26° с. ш. и 11° ю. ш. Встречается на глубине до 170 м. Рацион состоит преимущественно из костистых рыб, кроме того, поедает головоногих и ракообразных.

## Ареал
Встречается у берегов Кении, Танзании, Пакистана, Индии, Шри-Ланки, Мьянмы, Вьетнама, Тайваня, Гонконга, Филиппин и в Андаманском море.

## Описание
Это небольшая акула размером около 0,7—0,75 м, максимальный размер составляет 1,1 м. У неё вытянутое тонкое тело обтекаемой формы. Морда закругленная, удлинённая, нос слегка приподнят. Грудные плавники маленькие. Гребень между первым и вторым спинными плавниками отсутствует. Первый и второй спинные плавники невысокие, позади обоих плавников у основания имеются длинные свободные кончики. Окрас от серого до серо-коричневого, брюхо белое. Задние края грудных и вентральный край нижней лопасти помечен белым цветом. Кончик верхней лопасти хвостового плавника помечен чёрным.

## Размножение
Подобно прочим представителям рода серых акул, эти акулы являются живородящими; развивающиеся эмбрионы получают питание посредством плацентарной связи с матерью, образованной опустевшим желточным мешком. Вероятно, самки приносят потомство один раз в два года. В помёте 2 акулёнка. Новорожденные появляются на свет относительно крупными — 0,45 м. Продолжительность жизни — 15-20 лет (данных недостаточно).

## Взаимодействие с человеком
Не представляет опасности для человека. Случаев нападения не зафиксировано. На протяжении всего ареала является объектом кустарного и промышленного рыболовства, добывается с помощью жаберных сетей, ярусов и тралов. Максимальный уровень добычи, вероятно, осуществляется в Пакистане, Индии, Шри-Ланке и Китае. Также есть данные о промысле этого вида акул в Австралии и Индонезии. Низкая скорость репродукции делает его уязвимым для перелова. Международный союз охраны природы (МСОП) оценил статус сохранности вида, как «Близкий к уязвимому положению» (NT). Наименьшее опасения вызывает популяция австралийских вод. Данные о численности представителей этого вида отсутствуют.